# Mecklenburger Bucht

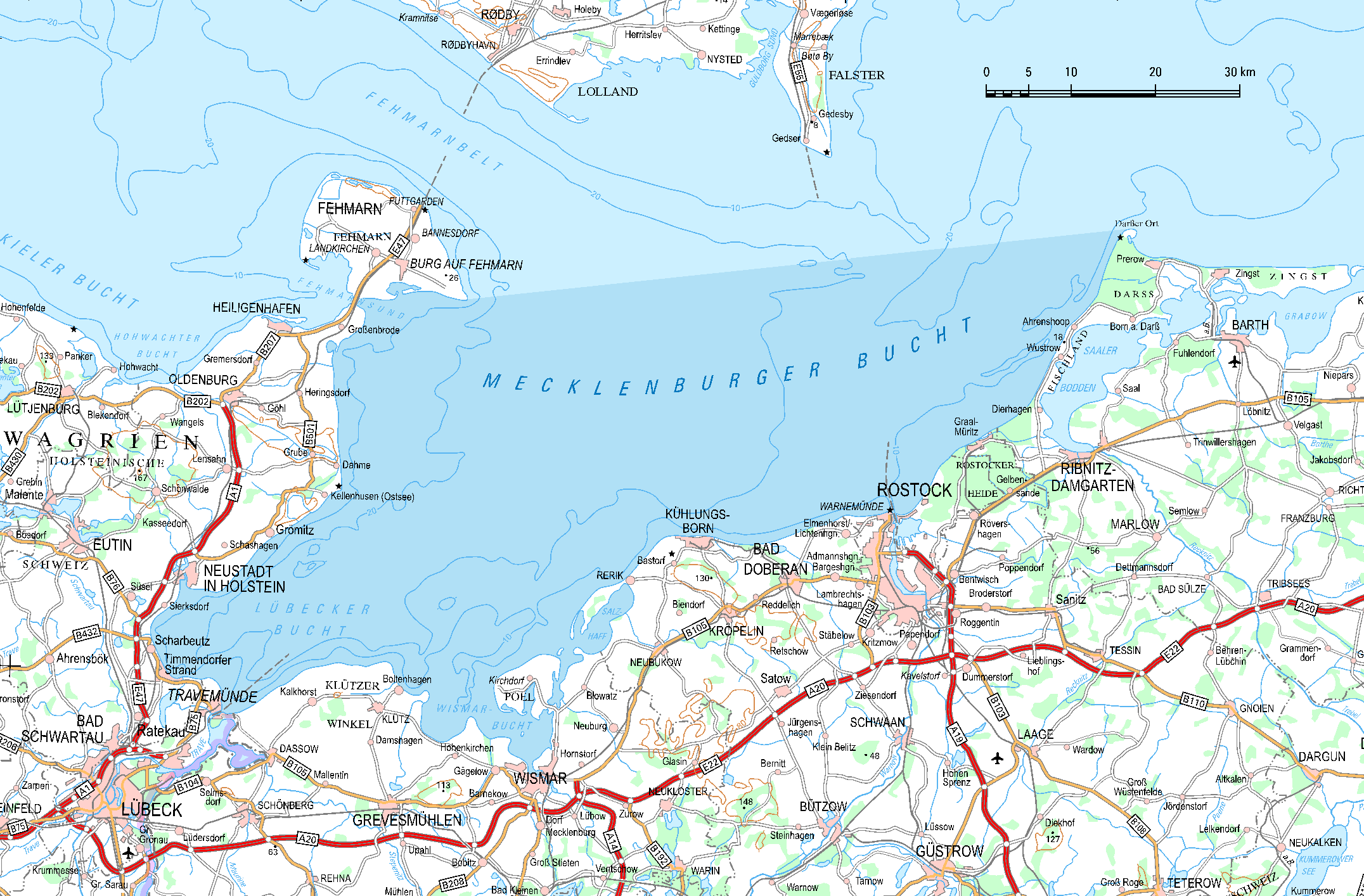
Karte der Mecklenburger Bucht

Die Mecklenburger Bucht ist ein Teil der Beltsee (westliche Ostsee) und die größte deutsche Ostseebucht. Sie wird unscharf begrenzt durch eine gedachte Linie von der Ostspitze der Insel Fehmarn (Staberhuk) in Schleswig-Holstein bis zur Nordspitze der Halbinsel Darß (Darßer Ort) in Mecklenburg-Vorpommern.

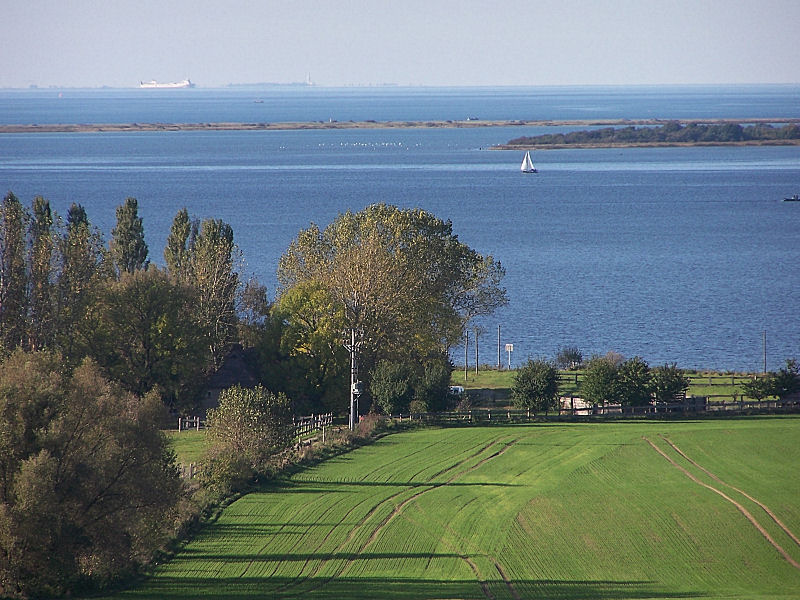
Blick vom Scharberg am Salzhaff über die Mecklenburger Bucht nach Fehmarn

## Schifffahrt
Navigatorisch anspruchsvoll und potentiell gefährlich auch für die Anrainerstaaten ist die zwischen Gedser auf Falster und Warnemünde bzw. Darßer Ort liegende Kadetrinne, eine internationale Schifffahrtsroute (Kiel-Ostsee-Weg und Lübeck-Gedser-Weg) mit extrem hohem Schiffsverkehr.

## Geographie
Der südwestliche und südliche Teil der etwa 3.500 km² großen Bucht wird nochmals gegliedert: in die Lübecker Bucht samt der Neustädter Bucht, die Boltenhagenbucht und die Wismarer Bucht. Einige Boddengewässer öffnen zur Mecklenburger Bucht (Salzhaff, Zaufe).
Der Blinkerwall ist ein steinzeitliches Bauwerk auf dem Meeresgrund circa zehn Kilometer nordwestlich der Kleinstadt Rerik.

## Inseln
In der Mecklenburger Bucht liegen die Insel Poel sowie die kleineren Eilande Walfisch und Langenwerder.

## Seehäfen
Die größten Hafenstädte an der Mecklenburger Bucht sind die Hansestädte Lübeck, Wismar und Rostock.

## Weitere Küsten- und Badeorte

### Schleswig-Holstein
- Insel und Stadt Fehmarn
- Großenbrode
- Dahme
- Kellenhusen
- Grömitz
- Neustadt in Holstein mit Pelzerhaken
- Sierksdorf
- Scharbeutz
- Timmendorfer Strand
- Lübeck-Travemünde mit dem Priwall östlich der Trave

### Mecklenburg-Vorpommern
- Boltenhagen
- Rerik mit der Halbinsel Wustrow

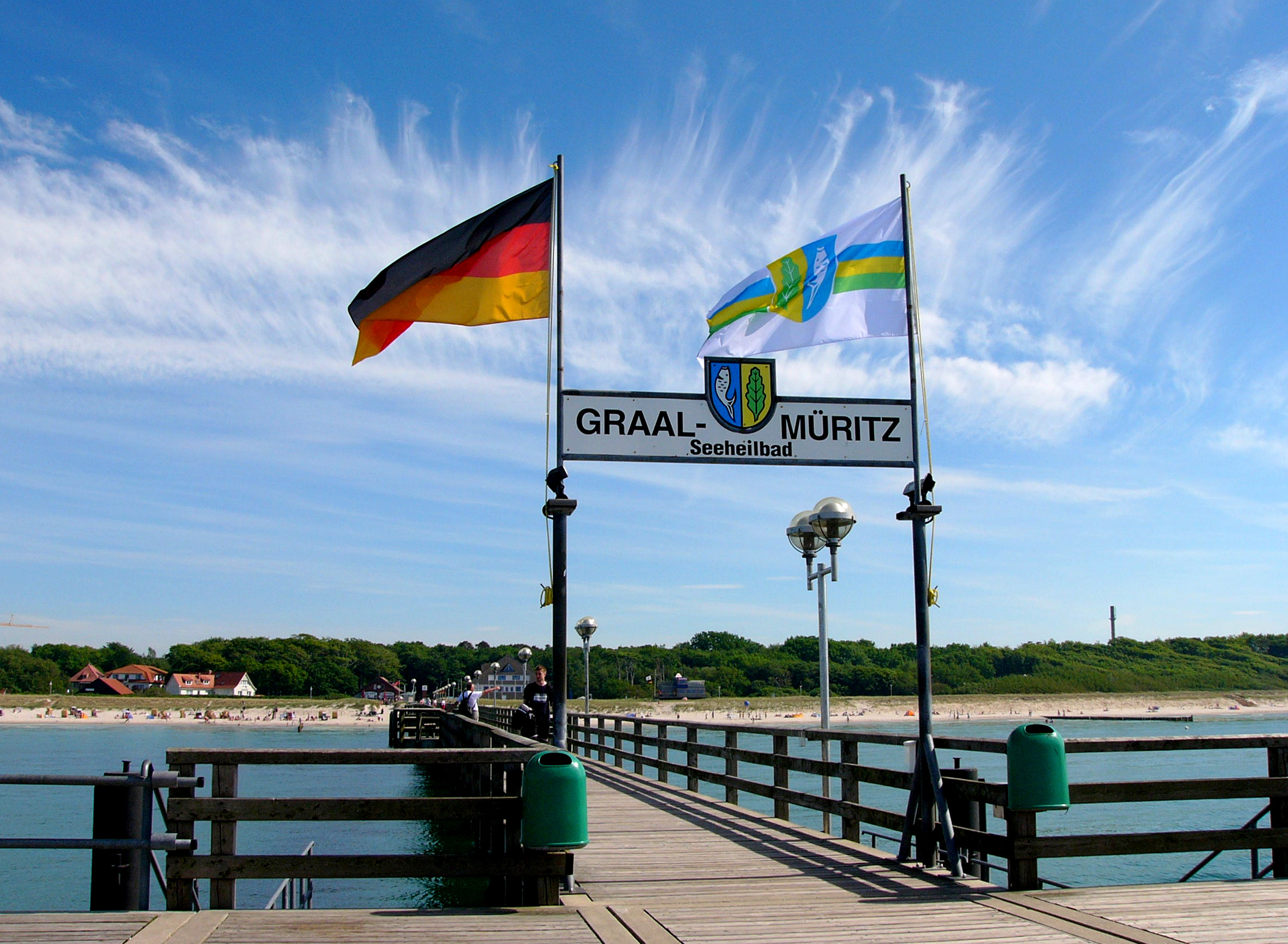
Das Ostseeheilbad Graal-Müritz ist eins von vielen traditionsreichen Seebädern an der Mecklenburgischen Bucht.

- Heiligendamm (Stadtteil von Bad Doberan)
- Kühlungsborn
- Warnemünde (Stadtteil von Rostock)
- Graal-Müritz
- Dierhagen
- Wustrow
- Ahrenshoop
- Darß